# Сент-Джон (Доминика)
Сент-Джон (англ. Saint John Parish) — один из 10 приходов Доминики. Площадь — 65 км². Крупнейшим городом является Портсмут. На территории прихода находится национальный парк Кабритс.

## География
Граничит с приходами Сент-Эндрю на востоке, Сент-Питер на юге.
В приходе протекает река Индиан, на которой были сняты некоторые сцены из фильма Пираты Карибского моря: Сундук мертвеца.
На границе с Сент-Эндрю находится Пик дьявола (861 м), являющийся самой высокой точкой прихода.

## Население
В 2011 году население составляло 6 561 чел. Плотность населения — 101 чел./км².
|           | 9 апреля 1946 г. | 7 апреля 1970 г. | 7 апреля 1981 г. | 12 мая 1991 г. | 12 мая 2001 г. | 14 мая 2011 г. |
| --------- | ---------------- | ---------------- | ---------------- | -------------- | -------------- | -------------- |
| Население | 3 600            | 5 227            | 5 412            | 4 990          | 5 322          | 6 561          |
| Плотность | 55 чел./км²      | 80 чел./км²      | 83 чел./км²      | 77 чел./км²    | 82 чел./км²    | 101 чел./км²   |